# Blešník obecný

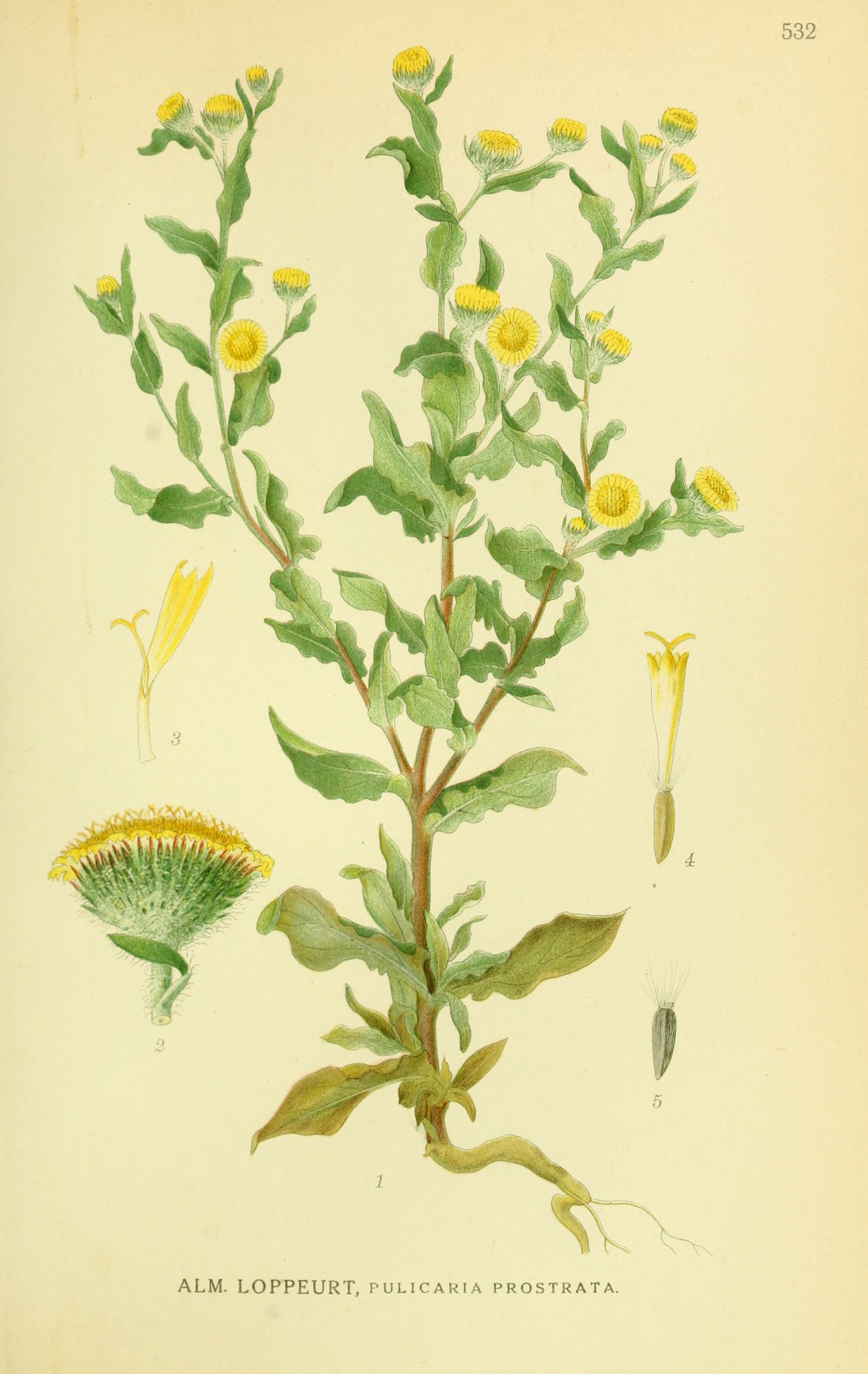
Zobrazení blešníku obecného

Blešník obecný (Pulicaria vulgaris) je jednoletá, vlhkou půdu upřednostňující bylina kvetoucí v letních měsících drobnými úbory žlutých květů. Tento původní druh je jedním ze dvou druhů rodu blešník, které v české krajině rostou. Blešník obecný se z české přírody postupně vytrácí a je považován za ohrožený druh.

## Rozšíření
Roste téměř v celé Evropě a dále v Asii v zónách s mírným klimatem. Jeho areál začíná na západě v severním Španělsku a ve východní Velké Británii a přes střední i východní Evropu a ruský Ural pokračuje do západní Sibiře, na Kavkaz, do Střední Asie, severozápadní Číny i Mongolska a zasahuje i na sever indického subkontinentu. Vyskytuje se též ve státech Afriky přiléhajících ke Středozemnímu moři.

## Ekologie
Teplomilná, mokřadní rostlina rostoucí na hlinitých až jílovitých, písčitých či štěrkovitých půdách bohatých dusíkem a dalšími živinami. Stanoviště mohou být občas přeplavované vodou a slabě zasolené. Objevuje se na ruderálních místech, na březích potoků a vodních nádrží, na obnažených dnech rybníků a písčitých jam, v prohlubních mokrých luk a pastvin i ve vlhkých příkopech podél komunikací. V krajině stoupá až do nadmořské výšky okolo 2800 m n. m.
Během klíčení, které začíná koncem května, potřebuje semeno vlhké místo bez konkurence jiných rostlin, později je rostlina schopná přežít i hluboké vyschnut. Roste nejčastěji na místech s nezapojenou vegetací, kde nemusí soutěžit s ostatními o světlo a místo k vývoji. Vzhledem k obsahu aromatických látek nejsou rostliny spásány zvířaty.
Blešník obecný se v ČR vyskytuje velmi spoře, jen v teplejších oblastech jižní Moravy a severozápadních, středních a jižních Čech, zejména v poříčích velkých řek. Těžiště rozšíření má v planárním a kolinním stupni, jeho výskyt je však nestálý a svědčí o tom, že druh rychle ustupuje. Kvete od června do září. Ploidie druhu je 2n = 18.

## Popis
Jednoletá rostlina s chlupatou lodyhou vysokou až 40 cm, přímou nebo na bázi vystoupavou, vyrůstající z větveného, vřetenovitého kořene. Lodyha je obvykle jíž od spodu větvená, mírně rýhovaná a bývá zelená nebo je nahnědlá až načervenalá. V řídké přízemní listové růžici rostou obkopinaté řapíkaté listy, které jsou v době kvetení již zaschlé. Lodyha je střídavě porostlá přisedlými, celokrajnými listy tvaru kopinatého či vejčitého, dlouhými 2 až 4 cm a širokými 1 až 2 cm, které jsou na bázi klínovitě zúžené nebo zaokrouhlené a poloobjímavé, na vrcholu špičaté, po obvodě zvlněné a celé vlnatě chlupaté.
Úbory s květy jsou drobné, polokulovité, mívají jen 1 cm v průměru a vyrůstají jednotlivě na koncích větviček. Bylina jich mívá 20 až 80 a společně vytvářejí volné vrcholičnaté květenství. Květy mají pětizubé koruny zbarvené špinavě žlutě. Oboupohlavné trubkovité květy ve středu úboru jsou asi 7 mm dlouhé, samičí venkovní s krátkými ligulami mívají délku průměrně 8 mm. Zákrov je víceřadý, listeny má čárkovité, špičaté, na vrcholu odstálé, 4 až 8 mm dlouhé, zelené a po okrajích blanitě lemované. Květy se opylují samosprašně nebo hmyzem. Plod je hnědá, eliptická, chlupatá nažka asi 1,5 mm velká, se stejně dlouhým dvouřadým chmýrem.

## Ohrožení
Blešník obecný se v posledních desetiletích z české přírody dramaticky vytrácí. V „Červeném seznamu cévnatých rostlin České republiky“ je hodnocen jako kriticky ohrožený druh (C1t), zákonem však chráněn není. Charakter stanovišť která osidluje ani praktickou zákonnou ochranu příliš neumožňuje.
Příbuzný blešník úplavičný (Pulicaria dysenterica), vyskytující se jako druhý v české přírodě, se po vzhledové stránce liší hlavně většími úbory a delšími jazykovitými květy, které jsou vybarvené zářivě žlutě. Je v Česku také vzácný a v „Červeném seznamu cévnatých rostlin České republiky“ je shodně zařazen mezi kriticky ohrožené druhy (C1b).